# Cossos de Policia Local (Espanya)
Els Cossos de Policia Local espanyola són el cos de policia espanyol d'àmbit local. Són "instituts armats, de naturalesa civil" i estan organitzats jeràrquicament.

## Regulació
Els principis del seu règim estatutari es troben en la Llei Orgànica de Forces i Cossos de Seguretat (LOFCS). La LOFCS estableix en l'art. 53 les funciones d'aquest cos de policia.
La seua regulació segueix les disposicions dictades per les comunitats autònomes i els reglaments específics i altres normes que provenen dels ajuntaments.
Les lleis autonòmiques de coordinació de la policia local són: llei andalusa 1/1989 de 8 de maig, llei aragonesa 7/1987 de 15 d'abril, llei asturiana 6/1988 de 5 de desembre, llei balear 10/1988 de 26 d'octubre, decret de 18 de gener de 1985 de Canàries, llei de Castella-La Manxa 2/1987 de 7 d'abril, llei de Castella i Lleó de 28 de novembre de 1990, llei catalana 10/1984 de 5 de març, llei extremenya de 26 d'abril de 1990, llei navarresa 1/1987 de 13 de febrer, llei murciana 5/1988 d'11 de juliol i llei valenciana de 4 d'abril de 1990.

## Funcionament
Les comunitats autònomes coordinen l'actuació dels policies locals dins del seu àmbit territorial (art. 39 LOFCS) mitjançant: normes-marc que desenvolupen els reglaments de policies locals, homogeneïtzar els distints cossos de policia local en mitjans tècnics, uniformes i retribucions, fixar criteris de gestió de recursos humans (selecció, formació, promoció i mobilitat) i crear Escoles de Formació de Comandaments i de Formació Bàsica.
El nivell educatiu certificat mínim exigible per llei és el Graduat Escolar.
Els municipis amb cos de policia pròpia, poden constituir un òrgan competent per a establir formes i procediments de col·laboració entre membres de les Forces i Cossos de Seguretat de l'àmbit territorial, la Junta Local de Seguretat.
La Llei Reguladora de Bases del Règim Local atribueix a l'alcalde la competència en la direcció de la policia municipal i a nomenar i sancionar els funcionaris que porten armes. El Text Refòs de les Disposicions legals vigents en matèria de règim local estableix que aquest cos de policia formen part de "l'escala d'administració especial, subescala de serveis especials, classe de policia local i els seus auxiliars" (art. 172). També estableix que solament pot establir-se'n a municipis de més de 5.000 habitants excepte si l'administració estatal estableix el contrari.